# Україна. Слідами катів
Україна. Слідами катів (фр. Ukraine, sur les traces des bourreaux) — французький документальний фільм, який зняли Ксенія Болчакова та Манон Луазо. Фільм вийшов 6 лютого 2024 року на каналі ARTE.

## Сюжет
У фільмі йдеться про воєнні злочини під час російського вторгнення в Україну на півночі Київської області під час окупації у 2022 році. Вбивства, тортури, зґвалтування, депортації дітей і дорослих. У цьому розслідуванні крок за кроком, на основі свідчень свідків і письмових доказів, розглядаються воєнні злочини, скоєні й заплановані Володимиром Путіним і його режимом.

## Фільмування
Фільм знімався з травня 2022-го до літа 2023-го. Просуваючись маршрутом вторгнення російської армії, знімальна група побувала в Бучі, Ірпені, Бородянці. Потім, у вересні 2022 року, у щойно звільненому Ізюмі Харківської області, потім — у Херсоні.

## Технічні деталі
- Назва: Ukraine, sur les traces des bourreaux
- Режисери: Ксенія Болчакова, Манон Луазо[4];
- Виробництво: Франція;
- Жанр: документальний.
- Тривалість: 89 хвилин.
- Вихід: 6 лютого 2024.
- Місця знімань: від Ізюма до Бучі[5].